# Како засмејати господара
„Како засмејати господара“ је југословенски филм из 1988. године. Режирао га је Арса Милошевић, а сценарио је писала Вида Огњеновић.

## Улоге
| Глумац            | Улога                    |
| ----------------- | ------------------------ |
| Гојко Балетић     |                          |
| Вука Дунђеровић   |                          |
| Предраг Ејдус     |                          |
| Бранислав Јеринић |                          |
| Борис Комненић    |                          |
| Оливера Марковић  |                          |
| Предраг Милетић   | Анто                     |
| Драган Николић    |                          |
| Бранко Видаковић  |                          |
| Радован Миљанић   | Петар Радовановић-Продан |